# Cytheroma marinovi
Cytheroma marinovi is een mosselkreeftjessoort uit de familie van de Cytheromatidae. De wetenschappelijke naam van de soort is voor het eerst geldig gepubliceerd in 1969 door Schornikov.